# Кедарес
Кѐдарес (на гръцки: Κέδαρες) е село в Кипър, окръг Пафос. Според статистическата служба на Република Кипър през 2001 г. селото има 61 жители.
Намира се на 6 км северно от Кидаси.